# 2004 EO95
2004 EO95, também escrito como 2004 EO95, é um objeto transnetuniano que está localizado no Cinturão de Kuiper, uma região do Sistema Solar. Este corpo celeste é classificado como um cubewano. Ele possui uma magnitude absoluta de 6,1 e tem um diâmetro estimado com 265 km.

## Descoberta
2004 EO95 foi descoberto no dia 14 de março de 2004 pelo astrônomo Marc W. Buie.

## Órbita
A órbita de 2004 EO95 tem uma excentricidade de 0,041 e possui um semieixo maior de 43,746 UA. O seu periélio leva o mesmo a uma distância de 41,973 UA em relação ao Sol e seu afélio a 50,918 UA.